# Klemme
Klemme és una població dels Estats Units a l'estat d'Iowa. Segons el cens del 2000 tenia 593 habitants.

## Demografia
Segons el cens del 2000, Klemme tenia 593 habitants, 246 habitatges, i 170 famílies. La densitat de població era de 448,9 habitants/km².
Dels 246 habitatges en un 27,2% hi vivien nens de menys de 18 anys, en un 59,8% hi vivien parelles casades, en un 5,7% dones solteres, i en un 30,5% no eren unitats familiars. En el 25,6% dels habitatges hi vivien persones soles el 14,2% de les quals corresponia a persones de 65 anys o més que vivien soles. El nombre mitjà de persones vivint en cada habitatge era de 2,41 i el nombre mitjà de persones que vivien en cada família era de 2,9.
Per edats la població es repartia de la següent manera: un 25,5% tenia menys de 18 anys, un 7,6% entre 18 i 24, un 27,2% entre 25 i 44, un 19,1% de 45 a 60 i un 20,7% 65 anys o més.
L'edat mediana era de 36 anys. Per cada 100 dones de 18 o més anys hi havia 90,5 homes.
La renda mediana per habitatge era de 32.614 $ i la renda mediana per família de 36.625 $. Els homes tenien una renda mediana de 27.426 $ mentre que les dones 18.281 $. La renda per capita de la població era de 15.581 $. Entorn del 4,3% de les famílies i el 5% de la població estaven per davall del llindar de pobresa.

## Poblacions més properes
El següent diagrama mostra les poblacions més properes.